# تنگه مادورا

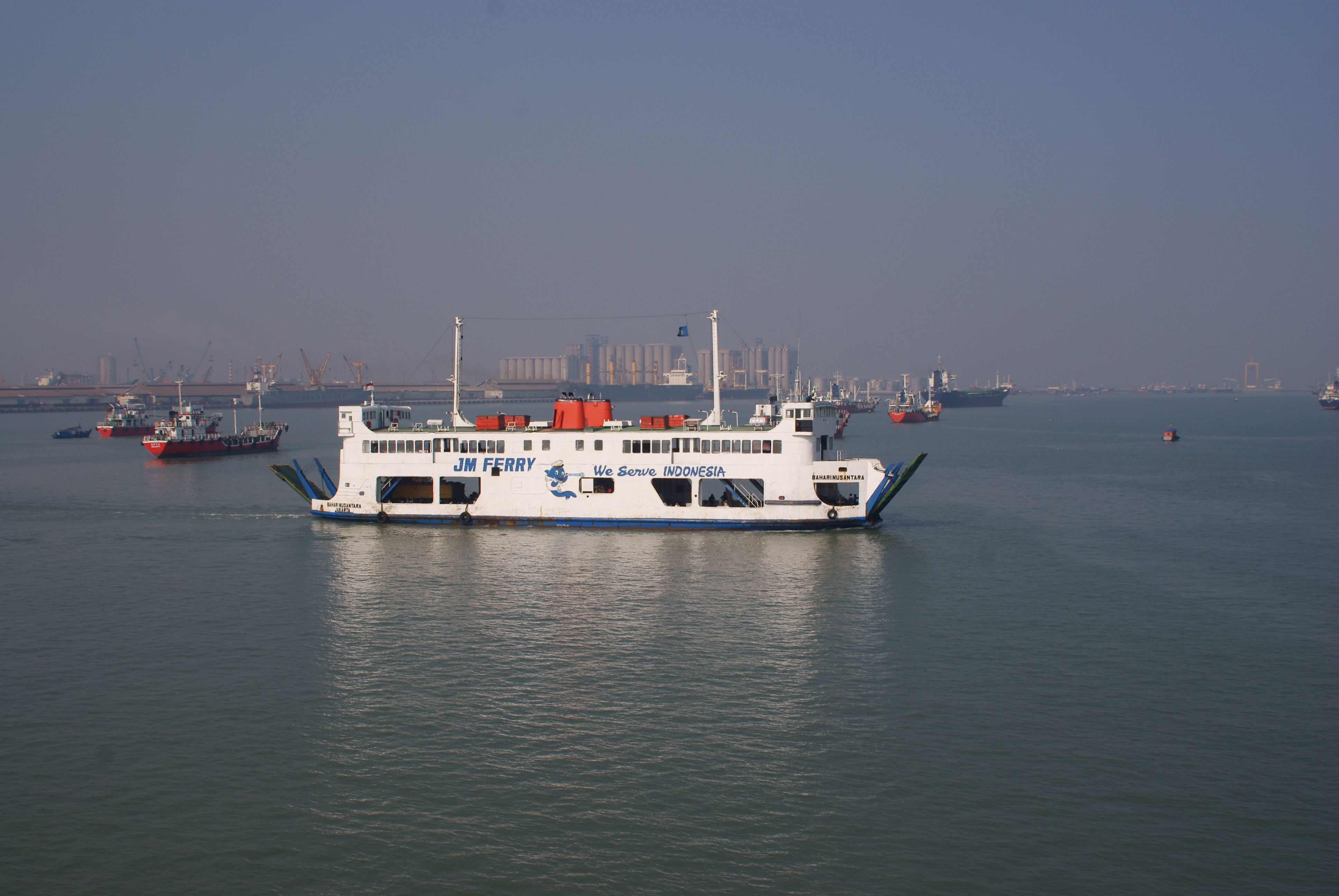

تنگهٔ مادورا (سلات مادورا) تنگهٔ باریکی است که جزایر جاوه و مادورا در اندونزی را از هم جدا می‌کند. جزایر کوچکی در این تنگه قراردارند که از این قرارند: کامبینگ، گیلیراجا، گنتنگ و کتاپانگ.
پل سورامادو در حال حاضر در حال ساخته شدن است و پس از ساخته شدن شهر سورابایا در جاوا را به شهر بانگکالان در مادورا وصل خواهد کرد.